# Etnocacerismo

Banderas: la wiphala (derecha), y la chacana utilizada en el Andahuaylazo por Antauro Humala en 2005, con similitudes con la bandera nazi

El etnocacerismo (o etnonacionalismo peruano) es una ideología política peruana caracterizada por el etnonacionalismo que evoca tanto el poderío y la identidad del Imperio incaico o Tahuantinsuyo, la proyección de un neo-Tahuantinsuyo, la admiración a la figura de Andrés Avelino Cáceres, la exaltación de la «raza cobriza» y las civilizaciones andinas, así como el nacionalismo de las Fuerzas Armadas del Perú durante el gobierno de Juan Velasco Alvarado, el antichilenismo y el irredentismo.  
La mayoría de sus integrantes son reservistas del Ejército peruano y veteranos del Conflicto del Falso Paquisha, la Guerra del Cenepa contra Ecuador y de la lucha contra Sendero Luminoso y el MRTA.

## Ideología y situación en el espectro político

### Rasgos ideológicos
El principal pilar del etnocacerismo es la reivindicación de la «raza cobriza» que, de acuerdo a los etnocaceristas, debe volver a gobernar al Perú, algo que no sucede desde la llegada de los españoles en el siglo XVI.

La especie humana tiene cuatro razas, de las cuales una está prácticamente apartada, la blanca domina el mundo, la amarilla tiene dos potencias, China y Japón, y la negra pese a no estar tan bien como las dos anteriores al menos domina su continente. En cambio, la cobriza no gobierna en ningún lado. Nosotros pensamos hacer eso, parece algo imposible pero somos utópicos en ese sentido, tenemos esperanza en momentos en que esta ya se ha perdido, eso es lo que nos diferencia.

Los etnocaceristas conciben que el motor de la historia está constituido por el Factor Etnocultural (FEC) y el Factor Clasista (FC), siendo predominante el primero, y critican a los marxistas de desatender la cuestión racial en sus análisis. Para los etnocaceristas existen cuatro razas, siendo la principal en «Abya Yala» (América) la «raza cobriza».
El segundo pilar del etnocacerismo es el nacionalismo, para lo cual se evoca como símbolo al héroe Andrés Avelino Cáceres, quien encabezó la resistencia durante la invasión chilena en la guerra del Pacífico. Por ende, se considera a Chile como el mayor enemigo del Perú y se proclama el irredentismo para la recuperación de los territorios perdidos en la citada guerra. Además, el etnocacerismo proclama la construcción de un nuevo Tahuantinsuyo.
Otro pilar del etnocacerismo es el militarismo, concibiéndose al ejército como un ente con «potencial revolucionario» para lograr transformaciones sociales, inspirándose, para esto, en los acontecimientos del gobierno de Juan Velasco Alvarado. Además, se concibe al ejército como una herramienta para recuperar territorios perdidos por el Perú como Arica.
Sobre la base de estos dos pilares ideológicos, los objetivos políticos del etnocacerismo incluyen:
- La reafirmación de la identidad andina, así como también la conformación de un estado que abarque los antiguos territorios del Imperio Inca (principalmente Perú y Bolivia).
- La nacionalización de la industria peruana (empezando por revertir las privatizaciones recientes).
- La aplicación de la pena de muerte en caso de traición a la patria durante guerra externa, establecido por la constitución.
- La legalización del cultivo de la coca junto a una lucha implacable contra el narcotráfico.
- Hacer frente a la amenaza que representa Chile, considerado enemigo del Perú, así como la recuperación de Tarapacá y Arica.
- Ser un país bilingüe obligatorio (español y quechua).
- Tener como referencia el gobierno de Andrés Avelino Cáceres, militar y político peruano que luchó en la guerra del Pacífico y del general Velasco Alvarado, impulsor del Gobierno Revolucionario de las Fuerzas Armadas en la década de 1970.

Sobre su relación con la democracia, los etnocaceristas desconocen la constitución de 1993 en favor de la constitución de 1979, aspirando, según Antauro Humala, a una «democracia en el real sentido de la palabra, socrática, platónica» que llega tras ejercer violencia contra «los ricos, a unos les dan muerte y a otros les reservan puestos de gobierno». Siendo, de esta forma, la democracia, concebida en la forma etnocacerista, impuesta sobre la población, formándose una dictadura de rasgos étnicos que ponga por encima a la «raza cobriza».

### Posición espectro político

Estandarte imperial del movimiento etnocacerista

Los etnocaceristas son antifascistas, anticomunistas y anticapitalistas, proclamando que «el comunismo se apropió del concepto-término socialismo; pero en el enfoque "etnocultural"… Antauro Humala arrebata el socialismo a los socialistas». Los miembros etnocaceristas consideran que su ideología está fuera del espectro político convencional (transversal), empleando el concepto de tercera posición para identificarla. Para los etnocaceristas, su ideología no está «ni en derecha, izquierda, ni centro, sino abajo». Algunos medios de comunicación —y ciertos etnocaceristas— perciben el etnocacerismo como de izquierda o extrema izquierda política.
Debido a que el etnocacerismo suele evocar símbolos andinos estilizados para semejarse a la simbología nazi alemana, la doctrina ha sido descrita por varios medios como una forma de nazismo amerindio peruano. Específicamente, el primer signo palpable y relevante de ese sincretismo andino, lo dio el propio Antauro en el Andahuaylazo, al utilizar un emblema con la chacana y la bandera de la Alemania nacionalsocialista. Además, el uso del concepto de «raza», el irredentismo, el antichilenismo radical y la unidad basada en la sangre y la tierra (semejante al blut und boden nazi) ha llevado a que el etnocacerismo sea calificado como «una construcción nacionalsocialista original y auténtica de los Andes» y, por ende, un movimiento de extrema derecha.
El investigador Michael Iván Mendieta Pérez propone que se puede definir el etnocacerismo como "populismo radical" por sus propuestas nacionalistas y antiimperialistas que están vinculados con los gobiernos populistas de los años setenta, en especial la de Juan Velasco Alvarado.
En 2019, la revista oficial del etnocacerismo, Antauro, calificó la renuncia de Evo Morales a la presidencia de Bolivia como un "golpe de estado", calificando a los líderes opositores como "fascistas" y "neocolonialistas".

## Historia

### Pacificación Nacional
El etnocacerismo fue fundado por los hermanos Antauro Humala y Ollanta Humala en 1987 como doctrina militar contrainsurgente durante la época de terrorismo en el Perú. Este temprano etnocacerismo criticaba el manual de combate ME 41-7 que utilizaban los generales de las fuerzas armadas. El ME 41-7 aplicaba las tácticas de los aliados en la Segunda Guerra Mundial y de los Estados Unidos y Francia en sus colonias a las provincias campesinas donde predominaba el Partido Comunista del Perú-Sendero Luminoso. Los etnocaceristas se oponían a este modelo que era foráneo a la situación particular del Perú y colonizador hacia la población campesina capturada por Sendero Luminoso. Ollanta y Antauro proponían el etnocacerismo como una alternativa más eficaz para que el gobierno venza a Sendero Luminoso con ayuda de los pueblos indígenas.
Isaac Humala —antiguo militante marxista del Partido Comunista Peruano y del Movimiento de Izquierda Revolucionaria (MIR)— forma su Instituto de Estudios Etnogeopolíticos (IEE) en 1989 para promover las ideas etnocaceristas. El etnocacerismo es una forma de socialismo étnico que rechaza abiertamente la democracia al estilo neoliberal y se propone un estado neo-incaico y etnocrático basado en principios incaicos y la reivindicación de la «raza cobriza» (indígena americana).

### Fujimorato
Durante el Gobierno de Alberto Fujimori, Ollanta Humala sirvió como capitán en Tingo María en 1991, mientras que su hermano Antauro fue pasado al retiro al descubrirse que adoctrinaba bajo sus ideas etnocaceristas a otros militares del ejército. Ollanta ascendió a comandante y pasó a ser primer jefe de unidad del Grupo de Artillería Antiaérea N.º 501 en el Fuerte Arica, situado en el distrito de Ite, sede de la Sexta División Blindada.

#### Levantamiento de Locumba
El 29 de octubre del 2000, el comandante EP Ollanta Humala y su hermano el mayor EP (r) Antauro Humala, al mando de una tropa de 57 soldados se amotinaron en la localidad de Locumba, secuestrando al jefe de la Sexta División Blindada y jefe del fuerte Arica, el general EP Carlos Bardales Angulo y anunciando la rebelión contra el gobierno de Alberto Fujimori en la plaza central de Locumba y en los alrededores. Poco después tomaron el campamento minero de Toquepala (propiedad de la minera Southern Perú Copper Corporation) y exigieron radialmente la renuncia del presidente Fujimori. El levantamiento sin embargo, se desmorono sin combate alguno, y ambos hermanos pasaron a la clandestinidad. Finalmente se entregaron al gobierno transitorio de Valentín Paniagua, y recibieron un armisticio.

### Gobierno de Alejandro Toledo

#### Inicios del Movimiento Etnocacerista
Luego del hito del "Locumbazo" el comandante Ollanta Humala fue reincorporado en las filas del Ejército y por lo tanto, prohibido de realizar actos políticos. Su hermano, Antauro Humala, fundó el Movimiento Nacionalista Peruano, también conocido como el Movimiento Etnocacerista, gozando de bastante popularidad por haberse sublevado contra el presidente Alberto Fujimori, su popularidad recaía especialmente en los reservistas peruanos, los que previamente habían dado su incondicional apoyo a los Humala en Tacna, por lo que dicho sector se perfila como la "principal base de apoyo del Etnocacerismo".
En enero de 2002, Antauro Humala fundó el quincenario "Ollanta" que empieza a hacer difundido por todo el país, esparciendo la ideología y las ideas del etnocacerismo, nuevamente los encargados de vender y repartir los quincenarios, eran los reservistas ahora militantes del etnocacerismo, Antauro los organizó por "batallones". La estructura partidaria del Movimiento Etnocacerista Peruano se basa exclusivamente en una militar, con disciplina, orden y un sistema de rangos jerárquicos establecidos. En el quincenario "Ollanta", el movimiento invitó múltiples veces a reservistas, soldados y oficiales peruanos a rebelarse contra el gobierno de Alejandro Toledo al que calificaban de "corrupto, ladrón, chilenizador y borracho". Entre los colaboradores del etnocacerismo, se perfilaban oficiales del ejército en retiro, como los generales EP (r) Gustavo Bobbio, Eleazar Gutarra, Ludwing Eisenwanger y Chávez Valenzuela, y el capitán EP (r) Marco Antonio Vizcarra, al guerrillero del Ejército de Liberación Nacional, Alaín Elías, también se le acusó de colaborar con Antauro Humala, la mayoría de estos colaboradores simpatizaban con el Gobierno Revolucionario de las Fuerzas Armadas y su proyecto nacionalista.
   

El 29 de octubre de 2003, por el tercer aniversario del Levantamiento de Locumba, Isaac y Antauro Humala acompañados de los principales dirigentes del Movimiento Nacionalista Peruano se reunieron en el Alto de la Alianza (Tacna) fijándose como objetivo maximalista, acceder al poder electoralmente en los comicios generales del 2006 (aunque no se había inscrito oficialmente como partido), pero sin descartar la posibilidad de asumir la vía armada. En 2004, los etnocaceristas se plegaron y apoyaron a las movilizaciones de protesta de los gremios cocaleros en Lima y provincias selváticas, teniendo algunos enfrentamientos con la policía. 

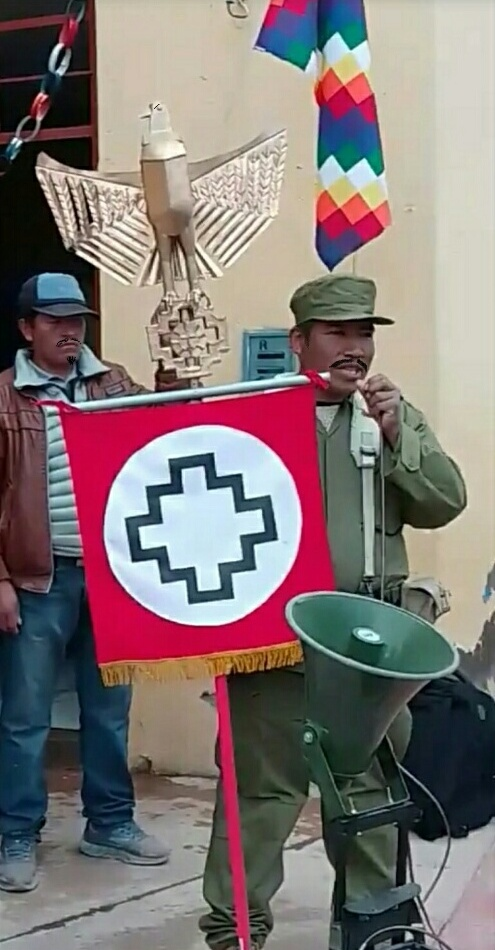
Militante etnocacerista con el estandarte imperial y su bandera respectiva.

El último titular del quincenario "Ollanta" denominado "¡A las armas, ciudadanos!" en diciembre de 2004, fue el preludio del Andahuaylazo, en dicho artículo, el movimiento invitaba firmemente a todos los gremios, organizaciones y agrupaciones civiles, además de militares a apoyar la segunda marcha etnocacerista.

#### Andahuaylazo
El 1 de enero de 2005, Antauro Humala al mando de 160 reservistas etnocaceristas, arribaron a la ciudad de Andahuaylas y tomaron la comandancia policial de dicha localidad, tomando como rehenes a 17 fuerzas gubernamentales, además de un arsenal de armas, y en palabras del propio Antauro, 5 manzanas de la ciudad de Andahuaylas. Al día siguiente, durante un enfrentamiento, fallecieron 4 policías.
El 3 de enero, el entonces presidente Alejandro Toledo, declaró en estado de emergencia al departamento de Apurímac, y desplegó a fuerzas de la Dirección de Operaciones Especiales de la Policía (DIROES), así como del ejército nacional, al mando del general PNP  Félix Murazzo y del general EP José Williams Zapata, respectivamente. Aquel día, cientos de pobladores locales ingresaron a la plaza de armas de la ciudad de Andahuaylas, apoyando al levantamiento de Antauro, ocurriendo nuevos incidentes armados, que dieron como resultado, 2 rebeldes muertos. Durante la noche, Antauro fue capturado. Mientras que al día siguiente, todas sus huestes se rindieron y se entregaron a las autoridades.

### Actividad durante 2005-2021
El 15 de febrero de 2005 Agencia Andina dio a conocer que, se allanó un local etnocacerista en el distrito limeño de El Agustino, en donde la Policía Nacional del Perú encontró vestimenta de la Armada, armamento policial, banderas con la hoz y el martillo en homenaje a Jorge del Prado, así como escritos ocultistas referentes a la religión incaica e información alusiva al nazismo.
Desde el 2005 al 2021, el Movimiento Etnocacerista Peruano se mantuvo bajo el liderazgo de Antauro Humala, pero no influyó en casi ningún acontecimiento político del país. Por su parte Ollanta se separó de los principios etnocaceristas y fundó su propio partido llamado Partido Nacionalista Peruano, del cual fue presidente.
   

En las elecciones generales de 2021, el movimiento etnocacerista y Antauro Humala apoyaron al candidatura del entonces político Pedro Castillo Terrones de Perú Libre, esta breve alianza nació a raíz de la promesa de Pedro Castillo de indultar a Antauro en caso de ser elegido como presidente. Sin embargo, Castillo no cumplió dicho ofrecimiento y los etnocaceristas dejaron de apoyarlo.   

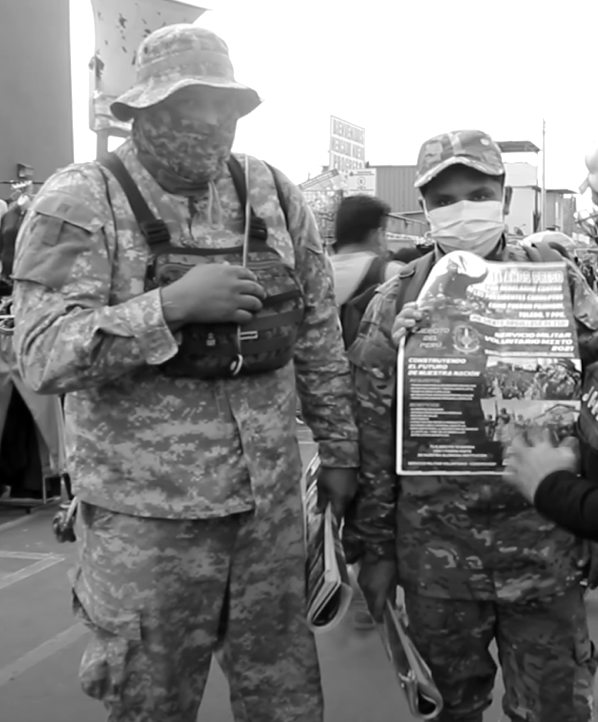
Reservistas del etnocacerismo pidiendo la liberación de Antauro en junio de 2022 en Chimbote.

### Actividad política desde 2022
El 20 de agosto de 2022, el líder del Movimiento Etnocacerista, Antauro Humala, salió en libertad, luego de 17 años de prisión. En su primer discurso, Antauro declaró «nos sentimos muy orgullosos de lo que hicimos en Andahuaylas». Algunas facciones opositoras, acusaron al entonces presidente Pedro Castillo Terrones, de haber ordenado la liberación de Antauro, algo que se comprobó que era falso. El congresista Jorge Montoya, declaró «a Antauro Humala solo le siguen 4 gatos», mientras que el periodista Cesar Hildebrandt «sale libre y sigue ahí, congelado en el tiempo y sin remedio». En un primer momento, Antauro Humala tuvo una alianza con Virgilio Acuña, pero dicha alianza se desmoronó tiempo después.  
El primer acto político del etnocacerismo en 2022, corresponde al regresó que protagonizó Antauro Humala a la ciudad de Andahuaylas (Apurímac), luego de 17 años, el 11 de septiembre. Llegó vestido de militar y realizó un recorrido por varios puntos de la ciudad, entre ellos, la comandancia policial que capturó en 2005. En ese momento fue seguido por cientos de simpatizantes en el centro de la ciudad. Inaugurando con ese acto, una gira nacional política del etnocacerismo. El 16 de septiembre, Antauro recorrió algunas zonas del departamento del Cuzco. Del 24 al 30 de septiembre, los etnocaceristas recorrieron las ciudades de Macusani, Azángaro, Ilave, Juliaca y Puno, pertenecientes al departamento de Puno. El 7 de octubre, el movimiento etnocacerista llegó al departamento de Arequipa. Poco después, los etnocaceristas recorrieron las provincias de Cangallo, Ayacucho, Huanta y Vilcashuamán, pertenecientes al departamento de Ayacucho. También realizaron actividades políticas por Tacna y Moquegua.
El 10 de noviembre, la Asamblea Nacional de los Pueblos (ANP) realizó una marcha a favor del gobierno de Pedro Castillo, popularmente conocida como la "primera Toma de Lima", Antauro y sus etnocaceristas fueron invitados a participar, pero rechazaron la propuesta. Al día siguiente, Antauro llegó al Vraem y recorrió algunas comunidades. El 17 de noviembre, los etnocaceristas pasaron por algunas comunidades del distrito de Pangoa en la provincia de Satipo, y dos días después, llegó a Huancayo donde hizo un breve recorrido por el centro de la ciudad, esto como parte de su recorrido por el departamento de Junín. También realizaron actividades políticas en algunas zonas de Huancavelica y Pasco. Por último, los etnocaceristas encabezados por Antauro Humala llegaron a Trujillo (La Libertad), iniciándose un recorrido político por el norte del país. En Trujillo, Antauro recibió el apoyo del alcalde de dicha ciudad. El principal mensaje que Antauro y su movimiento llevaron a los departamentos que visitaron fue el de «cerrar el Congreso de la República en marzo de 2023», además de otras medidas radicales.

#### Convulsión social
El 7 de diciembre de 2022, el entonces presidente del Perú, Pedro Castillo, intentó perpetrar un autogolpe de estado, pero sin apoyo de las fuerzas armadas, el mandatario fue destituido por el Congreso y posteriormente arrestado. Inmediatamente, sus partidarios a lo largo del país iniciaron con una serie de protestas, entre ellos grupos etnocaceristas. Durante los días 8 y 9 de diciembre, las protestas se expandieron a distintas ciudades del país, exigiéndose principalmente el cierre del congreso y la renuncia de la nueva presidente, Dina Boluarte.

##### El balconazo en la Plaza San Martín
El 10 de diciembre, en la ciudad de Andahuaylas (Apurímac), se registraron violentos enfrentamientos entre manifestantes y efectivos policiales, que acabó con 2 policiales de rehenes, y ataques a la comisaría y al aeropuerto de la ciudad. Aquel mismo día, la gran expectativa era la llegada de Antauro Humala y sus etnocaceristas a Lima, donde se esperaba que dicho político se pliegue a las protestas. En el departamento de La Libertad, oficiales de la Macro Región Policial La Libertad, al mando del general Augusto Ríos, se reunieron y advirtieron que Humala intentaría protagonizar otro levantamiento como lo fue el Andahuaylazo, por lo tanto ordenaron que «todos deben estar en sus unidades por la alerta absoluta, alerta máxima que se está decretando». Sin embargo, Antauro llegó a Lima y brindó una conferencia de prensa en la Plaza San Martín donde reconoció al gobierno de Dina Boluarte, la invitó a llamar a elecciones generales inmediatamente y descartó la idea de que lideraría las marchas, motivo por el cual fue abucheado y expulsado de la plaza por los manifestantes. Dicho balconazo, provocó disidencias en el movimiento en el departamento de La Libertad.

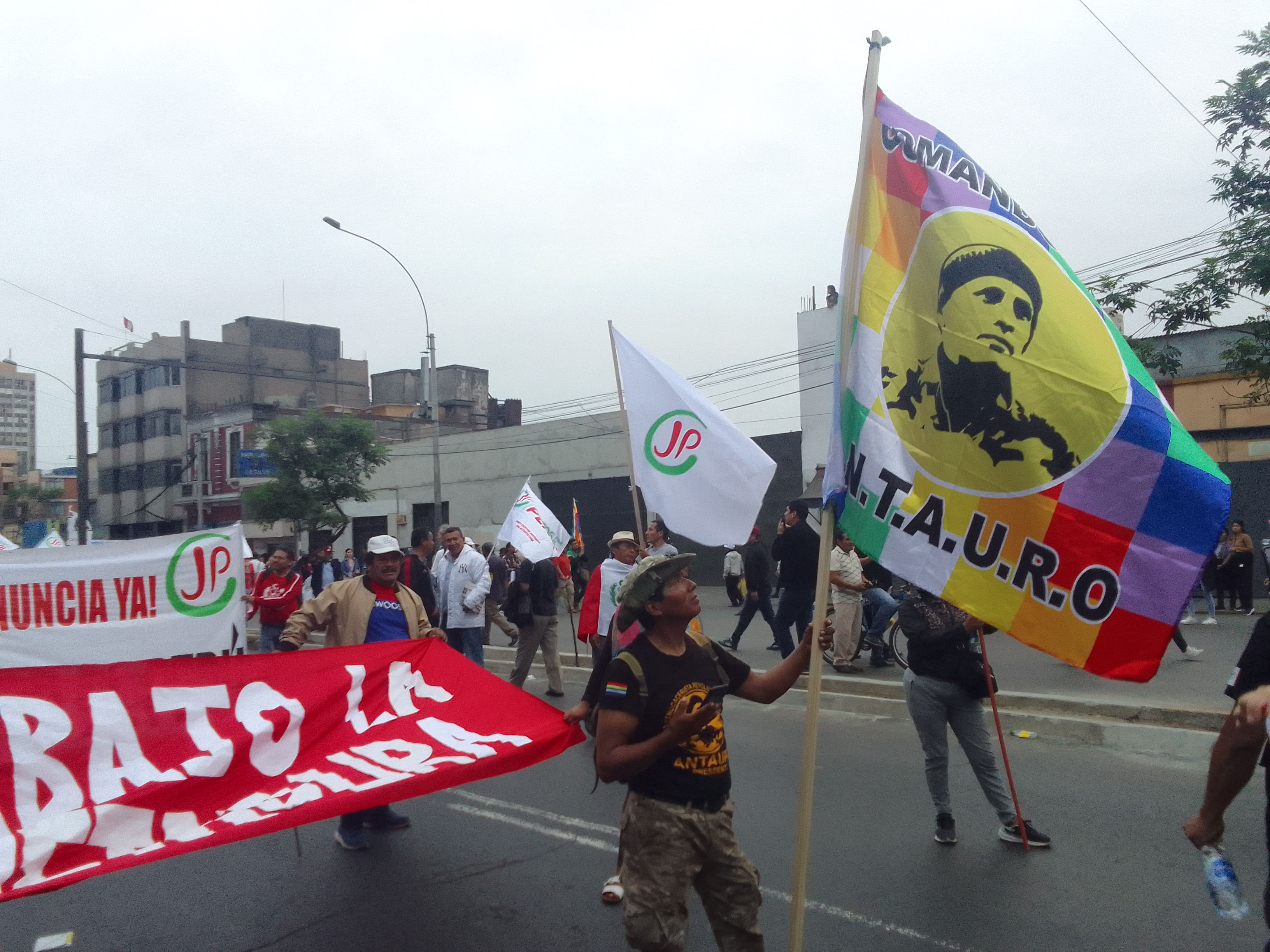
Etnocaceristas participando en la Tercera Toma de Lima.

Semanas después, Antauro declaró «yo ya di mi cuota. Mis etnocaceristas están en las protestas. Yo no lanzo piedras, yo capturo cuarteles, capturo comisarías, minas y generales». Así mismo, anunció que postulará en las próximas elecciones presidenciales, bajo un nuevo partido, llamado Alianza Nacional ANTAURO. Posteriormente Antauro catalogó a la presidenta Dina Boluarte como una «autoridad legal, pero ilegitima», además de declarar que «el gobierno de Pedro Castillo intentó en todo momento, formar un alianza con él». El 18 de mayo de 2023, Antauro llegó a Huacho y brindó una conferencia de prensa, dos días después en Trujillo, se pronunció ante la prensa. El movimiento etnocacerista participó en la Tercera Toma de Lima el 19 de julio.

## Partidos etnocaceristas
- Alianza Nacional de Trabajadores, Agricultores, Universitarios, Reservistas y Obreros (ANTAURO)
- Frente Patriótico
- Avanza País - Partido de Integración Social
- Unión por el Perú
- Juntos por el Perú

## Procesos electorales en los que participó

### Elecciones presidenciales
|  | 0.20 % |

|  | 0.70 % |

### Elecciones parlamentarias
|  | 1.14 % |

|  | 6.77 % |

|  | 2.07 % |